# Giacomo Gatti
Giacomo Gatti (Mantova, ... – Mantova, 1817) è stato un pittore italiano.

## Biografia
Studiò disegno con Giovanni Cadioli presso la Reale Accademia di Mantova. Egli era  conosciuto per aver dipinto paesaggi e ornamenti decorativi utilizzando la pittura ad encausto. Lavorò nella Corte Castiglioni di Casatico e nel palazzo di Mantova degli stessi marchesi Castiglioni.